# Pêche tenkara
 (août 2020).
Si vous disposez d'ouvrages ou d'articles de référence ou si vous connaissez des sites web de qualité traitant du thème abordé ici, merci de compléter l'article en donnant les références utiles à sa vérifiabilité et en les liant à la section « Notes et références ».
La pêche tenkara (en japonais テ ン カ ラ 釣 り, signifiant littéralement « pêche depuis les cieux ») est une forme de pêche à la mouche traditionnelle japonaise principalement utilisé pour les truites de montagnes. Elle constitue dans ce pays l'une des techniques les plus populaires de pêche à la mouche.

## Origines

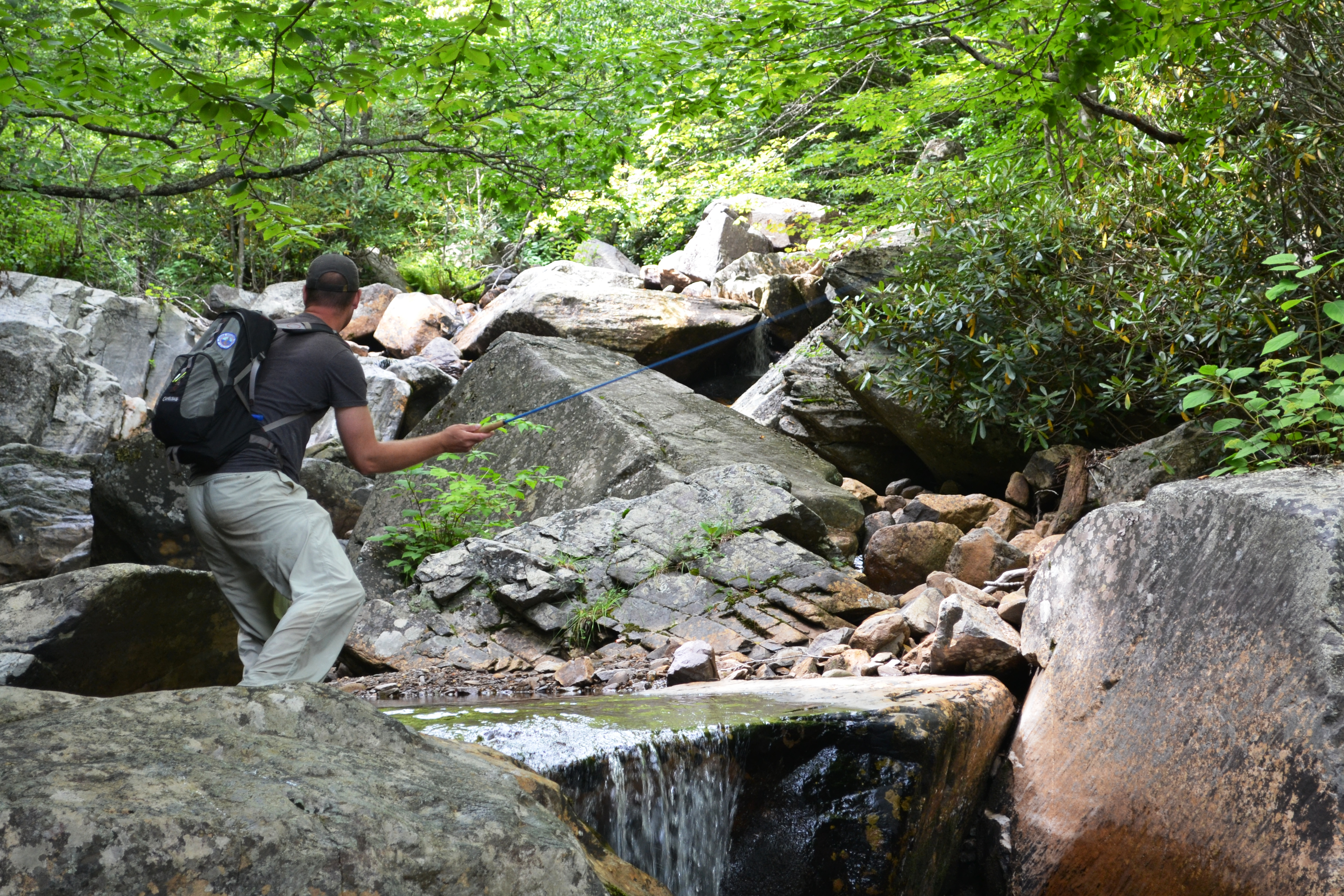
Pêche tenkara

La pêche au tenkara[pas clair] est née au Japon il y a au moins 200 ans. Elle a été développée par les pêcheurs de l'archipel pour attraper les poissons locaux tels que le yamame, l'iwana (Salvelinus leucomaenis) et l'amago (Oncorhynchus masou macrostomus). 
La première référence occidentale concernant la pêche tenkara remonte à 1878 et se trouve dans un livre intitulé Journal de l'escalade du mont Tateyama écrit par Ernest Mason Satow, un linguiste et diplomate britannique au cours de l'ère Meiji.  
Elle est toutefois restée largement inconnue hors du Japon jusqu'en 2009, date à laquelle l'entreprise Tenkara USA, fondée par Daniel Galhardo l'a exportée.

## Technique et équipement
L'absence de moulinet sur la canne rend cette forme de pêche plus accessible pour les débutants que la pêche à la mouche occidentale[réf. nécessaire].